# 草刈潤
草刈　潤（くさかリじゅん、1938年12月13日 - 2018年12月29日 ）は、日本の医学者。専門は耳鼻咽喉科学、特に内耳疾患。青森県五所川原市生まれ。宮城県仙台市で死去、享年80。

## 略歴
- 1964年　東北大学医学部医学科卒業
- 1969年　東北大学医学部大学院医学研究科修了（医学博士）[1]。
- 1972年-1974年　アメリカセントルイス市セントルイス・ワシントン大学医学部耳鼻咽喉科教室留学（文部省在外研究員）
- 1985年　東北大学医学部助教授
- 1988年　筑波大学臨床医学系耳鼻咽喉科教授
- 1995年　日本耳鼻咽喉科学会宿題報告「内耳性難聴の基礎的研究」
- 2000年　筑波大学専門学群学群長
- 2002年　定年退官（筑波大学名誉教授）

## 学会活動（理事・評議員）
日本聴覚医学会。日本耳科学会。日本鼻科学会。日本平衡神経科学会。日本口腔咽頭学会。日本咽頭学会。日本頭頸部外科学会。

## 参考資料
- 草刈潤教授退官記念誌、筑波大学耳鼻咽喉科、2002